# Rosttimalia
Rosttimalia (Pellorneum bicolor) är en fågel i familjen marktimalior inom ordningen tättingar. Den förekommer i Sydostasien på Malackahalvön, Sumatra och Borneo. IUCN listar populationen som livskraftig.

## Utseende
Rosttimalian är en rätt liten (16,5–18 cm) och oansenligt tecknad medlem av familjen marktimalior med relativt lång, krokförsedd näbb. På huvudet syns ljust roströd hjässa, gråbeige tygel, ett svagt ögonbrynsstreck och beigebruna örontäckare. Ovansidan är rostbrun, med mer bjärt roströd stjärt. Undersidan är beige- eller gräddvit, på bröstet med något mörkare anstrykning.

## Utbredning och systematik
Fågeln förekommer i låglänta områden på Malackahalvön, Sumatra, Bangka och Borneo. Den behandlas som monotypisk, det vill säga att den inte delas in i några underarter.

## Levnadssätt
Rosttimalian hittas i låglänt städsegrön dipterokarpskog. Den hittas även i varsamt avverkad skog, gamla plantage och lokalt även i mangroveskogar. Den förekommer upp till 200 meters höjd i kontinentala Sydostasien, 600 meter på Sumatra och 920 meter på Borneo. Fågeln ses vanligen i par eller i smågrupper om fyra till fem fåglar födosökande bland lövverken på låg eller medelhög höjd. Födan består av myror och andra insekter. 

### Häckning
Rosttimalian häckar från februari till september på Borneo, på kontinenten april–juli. Boet är en liten och rätt slarvigt byggd boskål av död bambu och andra löv. Det placeras 0,2–0,75 meter ovan mark i en rotting eller liknande, eller i en fördjupning i en jordbank. Däri lägger den två ägg.

## Status
Arten har ett rätt stort utbredningsområde och beståndet anses stabilt. Internationella naturvårdsunionen IUCN listar den därför som livskraftig (LC). Beståndet har inte uppskattats, men arten beskrivs som ganska vanlig till vanlig.